# Montenegros anslutning till Europeiska unionen
Montenegros anslutning till Europeiska unionen påbörjades den 15 december 2008, när Montenegro ansökte om medlemskap i Europeiska unionen. Europeiska rådet beslutade vid sitt sammanträde i december 2010 att ge Montenegro kandidatstatus. Ännu har inte medlemskapsförhandlingarna påbörjats, och anslutningen väntas inte äga rum under överskådlig framtid. 2006 inledde Montenegro förhandlingar om ett stabiliserings- och associeringsavtal med unionen. Avtalet skrevs under den 15 oktober 2007 och trädde i kraft den 1 maj 2010.
Montenegro har främst problem med ekologiska, juridiska och brottsrelaterade problem, som kan hindra landets ansökan. Landet skrev under ett avtal med den bulgariska regeringen i december 2007 som innebar att Bulgarien skulle hjälpa Montenegro med dess europeiska integration under de följande tre åren.
För att kunna bli medlem i unionen måste Montenegro bekämpa den omfattande organiserade brottsligheten och korruptionen i landet. Europaparlamentet har också krävt förbättringar på pressfrihetsområdet och jämställdhetsområdet, särskilt då kvinnor sällan återfinns på högt uppsatta positioner i samhället.
I samband med att Montenegro erhöll kandidatstatus i december 2010 uttalade Europeiska kommissionens ordförande José Manuel Barroso sitt stöd för landets medlemskapsansökan och ansåg att kandidatstatusen utgjorde ”en stark signal om vårt [Europeiska unionens] engagemang för hela Balkans framtid i EU”.